# Доња Пачетина
Доња Пачетина је насељено место у саставу општине Свети Криж Зачретје у Крапинско-загорској жупанији, Хрватска. До територијалне реорганизације у Хрватској налазила се у саставу старе општине Забок.

## Становништво
На попису становништва 2011. године, Доња Пачетина је имала 729 становника.

## Попис1991.
На попису становништва 1991. године, насељено место Доња Пачетина је имало 822 становника, следећег националног састава:
| Попис 1991.‍ | Попис 1991.‍ | Попис 1991.‍ | Попис 1991.‍ | Попис 1991.‍ |
| ----------- | ----------- | ----------- | ----------- | ----------- |
|             |             |             |             |             |
| Хрвати      | Хрвати      |             | 819         | 99,63%      |
| непознато   | непознато   |             | 3           | 0,36%       |
| укупно: 822 |             |             |             |             |